# قلعه والی
قلعه والی ایلام(قلعه والی پشتکوه) عهد قاجار در دشت میان کوهی ایلام و در بالای تپه چگا میرک (خیابان پاسداران کنونی شهر ایلام) در سال ۱۳۲۶ هجری قمری ساخته شده‌است. چشمه بی بی آب این قلعه را تأمین می‌کرده‌است که به سبک گذشته با استفاده از تنبوشه آب چشمه به محوطه حیاط مرکزی قلعه هدایت می‌شده‌است. این اثر در تاریخ ۱۹ خرداد ۱۳۷۶ با شمارهٔ ثبت ۱۷۹۸ به‌عنوان یکی از آثار ملی ایران به ثبت رسیده‌است.
قلعه در ضلع شمالی خیابان پاسداران در مرکز شهر ایلام قرار دارد و مورد مرمت و بازسازی قرار گرفته‌است. این بنا یکی از امکان گردشگری در شهر ایلام است که موزهٔ مردم‌شناسی ایلام در آن واقع شده‌است.

## تاریخچه و موقعیت
قلعه والی یکی از بناهای فرهنگی-تاریخی عظیمی است که در ضلع شمالی خیابان پاسداران ایلام قرار دارد. این بنای تاریخی که یادگاری از ادوله و زمان‌های پیشین و در نوع خود بی‌نظیر است. در سال ۱۳۲۶ قمری به دستور غلامرضا خان فیلی در محله‌ای به نام حسین‌آباد فیلی که به ده بالا مشهور بوده، احداث گردید. غلامرضاخان والی فیلی این محل‌ها و بنا‌ها را برای اسکان خود در فصل تابستان انتخاب کرده و آن را بر روی تپه‌ای نه چندان بلند احداث کرد و با توجه به آن، ارتفاع فعلی کف حیاط از اطراف آن محدوده ۵/۳ تا ۴ متر است.
در مورد تاریخچه قلعه والی چنانچه از سنگ نوشته‌ای که در تخت خان (محله‌ای در ۱۵ کیلومتری شمال شرقی صالح آباد-ایلام) پیداست چنین آمده که غلام رضاخان بعد از ذکر چندین سطر از کارهای انجام شده خود می‌نویسد: امر به ساختن قلعه حسین‌آباد فیلی که مشهور به ده بالا است نمودم. قلعه حمام و باغ به معماریت حاج درویش علی کرمانشاهی و حجاری رضاقلی بود مورد توجه غلام رضا خان قرار گرفته و خان ایلام مسئولیت حفاظت از زنانش را در تمامی جنگ‌هایی که غلامرضا ابوقداره انجام می‌داد به رضا قلی سپرد، از این پس رضا قلی در طول جنگ‌های غلامرضاخان زنانش را با لباس مبدل به ایلات و عشایر ایلام می‌برد. در آن زمان رضا قلی با دختر باقر یکی از بزرگان خاندان غیاثی ازدواج نمود و در ایلام ماندگار شد پس از فرار غلامرضا خان از ایلام و اقامت در بغداد در سال ۱۳۰۶ شمسی، رضا قلی چند وقتی را در یکی از شهرهای مرزی عراق به سر برده و پس از اعلام امان نامه حکومت وقت، به ایلام برگشته و اواخر عمر خود را در شهر ایلام سپری نمود. رضا قلی فرزند حیدر کرمانشاهی است. . فرزندان بجا مانده از رضا قلی دو دختر به نام‌های فردوس و ربابه محجوبی که در ایلام سکونت دارند.
رضا قلی در سن ۸۰ سالگی در سال ۱۳۳۰ شمسی در اثر بیماری درگذشت و در شهر کرمانشاه بخاک سپرده شد.

## معرفی قلعه
قلعه والی در زمینی به مساحت۱۷/ ۴۶۸۷ متر مربع احداث گردیده‌است که از این مقدار زمین، فضای سبزی به مساحت
۴/ ۱۷۹۲ متر مربع در ضلع جنوبی باقی مانده‌است. قلعه نمای جنوبی و شکلی تقریباً ذوزنقه‌ای دارد این قلعه زیر بنایی برابر۰۱/ ۱۴۶۶ متر مربع دارد و مساحت حیاط درونی آن برابر۴/ ۱۳۶۳ متر مربع است. قلعه والی در زمان ساخت در فضایی کاملاً باز ساخته شده ولی با پیش رفت شهرنشینی اطراف آن با ساختمان‌های مسکونی و اداری محصور گردید. موقعیت قلعه به نحوی است که از سمت شمال با کوچه‌ای شش متری و از سمت غرب با خیابانی هشت متری از ساختمان‌های مسکونی اطراف خود جدا شده‌است. از شرق نیز با ساختمان اداری اداره کل امور اقتصاد و دارائی ایلام محصور شده شده‌است و از جنوب به خیابان پاسداران منتهی می‌شود. در ضلع شمالی قلعه تالار (شاه‌نشین) زیبایی وجود دارد که ابعاد و اندازه داخلی آن بزرگتر از سایر اتاق‌ها می‌باشد. در وسط تالار حوض کوچکی قرار دارد که اطراف و داخل آن با سنگ مرمر مزین شده بود و در زمان بازسازی با کاشی‌های رنگی تزئین گردید. این حوض در اطراف چشمه‌ای که در آن زمان پرآب بوده ساخته شده ولی به مرور زمان این چشمه خشک و کم‌آب شده بود و برای اینکه حالت نمادین چشمه حفظ شود در باسازی قلعه با اجرای لوله‌کشی این قسمت نیز مرمت گردید تا به دست فراموشی سپرده نشود. وجود نرده‌های مشبک آجری به رنگ فیروزه‌ای، تراس‌های سرپوشیده ضلع جنوبی همراه با پنجره‌های مشبک با شیشه‌های الوان، اورسی‌های قلعه، ستون‌های دایره‌ای، سرستون‌های منقوش در ایوان، قوس‌های کمانی و تزئینی و کاربندی بالای آن با کاشی‌های رنگی، درختان بلند و کهنسال کاج و حوض مستطیل شکل در صحن جلوی قلعه چشم‌انداز کاملاً زیبایی به قلعه و معماری آن داده‌است.

## بازسازی قلعه

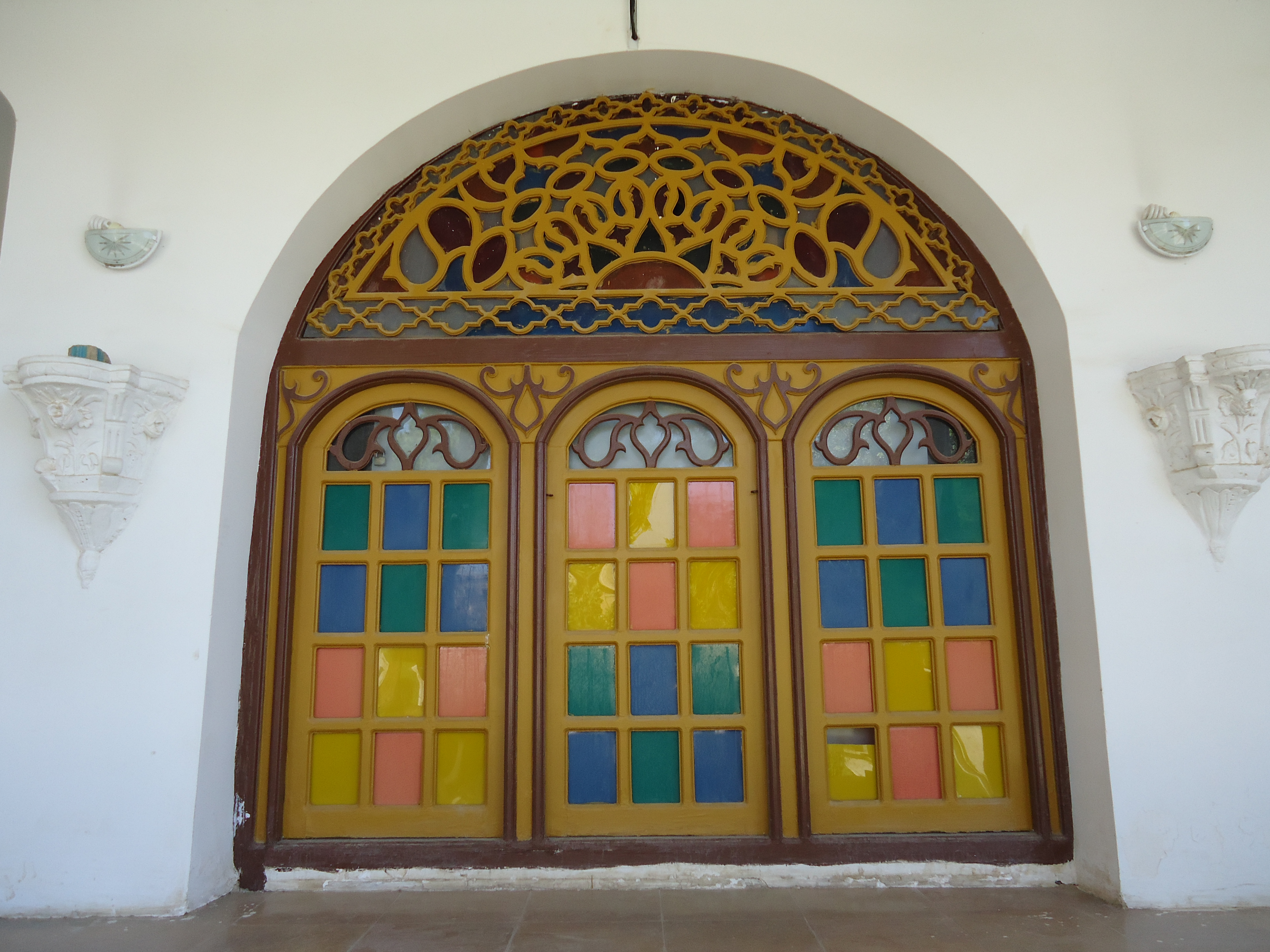
نمایی از درب یکی از اتاق‌های قلعه والی ایلام

قلعه والی در زمان جنگ تحمیلی تا حدود ۵۰٪ تخریب شد که در سال ۱۳۶۷ با همکاری سازمان میراث فرهنگی بعد از دو سال تلاش بی‌وقفه در سال ۱۳۶۹ بازسازی آن به اتمام رسید و در اختیار مدیریت میراث فرهنگی استان ایلام قرار گرفت و در جریان بازسازی سعی بر آن شد که معماری و سبک دیرینه آن حفظ و تغییراتی در آن داده نشود ولی با توجه به این مسئله، تغییراتی جزئی از قبیل کارگزاری تیرآهن در سقف ایوان‌های قلعه، سقف خرپشته‌ها و در اجرای طاق ضربی آنها، حذف یا اضافه کردن دیوار در اتاق‌ها و غیره داده شد.
در اجرای سقف کلیه اتاقه، از ملات گچ و آجر استفاده شده و در آن‌ها از انواع و اقسام قوس‌های باربر و غیر باربر (تزئینی) استفاده شده‌است. اسامی این قوس‌ها عبارتند از: قوس جناقی، قوس نیم دایره (حلالی) و قوس سه قسمتی. قوس سه قسمتی فقط جهت نماسازی استفاده شده و باربر نیست و برای باربری قسمت‌هایی که در آن از این نوع قوس استفاده قوسی پنهان که در دل دیوار جاسازی شده‌است استفاده گردید. کلیه این قوس‌ها از نظر اجرایی به سبک قوس رومی اجرا شده‌اند و اطراف آن‌ها با شکستگی در آجر های برجسته نشان داده شده و همراه با کاشی‌های ریز رنگی تزئین شده‌اند. قوسهایی که به این سبک (سبک رومی) اجرا شده‌اند از مقاومت بالایی در مقابل فشارهای وارده بر خوردار هستند.
در اجرای پوشش سقف اتاقه، هدف به وجود آوردن سقفی تقریباً گنبدی شکل و پشت بامی تخت و یکنواخت بوده‌است برای این امر ابتدا قوس‌های جناقی بر روی پایه‌های ۷۵ سانتیمتری اجرا شد سپس برای اینکه سقف از داخل به شکل گنبدی مانند دیده شود، با استفاده از سه کنج‌سازی یا طاق چشمه در اطراف قوس‌های جناغی، نمای داخلی سقف به صورت گنبدی شکل اجرا شد. در قسمت بالای دیوار فاصله بین قوس‌ها را با خورده‌های آجر و مواد سبک پر کرده و بدین ترتیب سقفی گنبدی شکل و پشت بامی تخت به وجود آمد. کلیه دیوارهای قلعه بار بر بوده که با طاق نماهایی با ابعاد یکسان و قوسی نیم دایره تزیین شده‌اند. پوشش کلیه کف اتاق‌ها، داخل حیاط و پشت بام قلعه آجر فرش و ملات گل و آهک بوده که در بازسازی با ملات ماسه و سیمان جایگزین گردید. برای جلوگیری از نفوذ رطوبت به داخل قلعه در هنگام بازسازی بدین ترتیب اقدام شد که ابتدا لایه‌های قبلی که شامل آجر فرش و ملات کاه و گل بود برداشته شد، سپس روی بام قیر اندود شد و بر روی لایه قیر آسفالت به ضخامت سه سانتیمتر و یک لایه ایزوگام و آسفالت اجرا گردید و برای حفظ شکل پیشین قلعه بر روی آن‌ها یک لایه آجر فرش کشیده شد.

## ویژگی‌های معماری قلعه والی

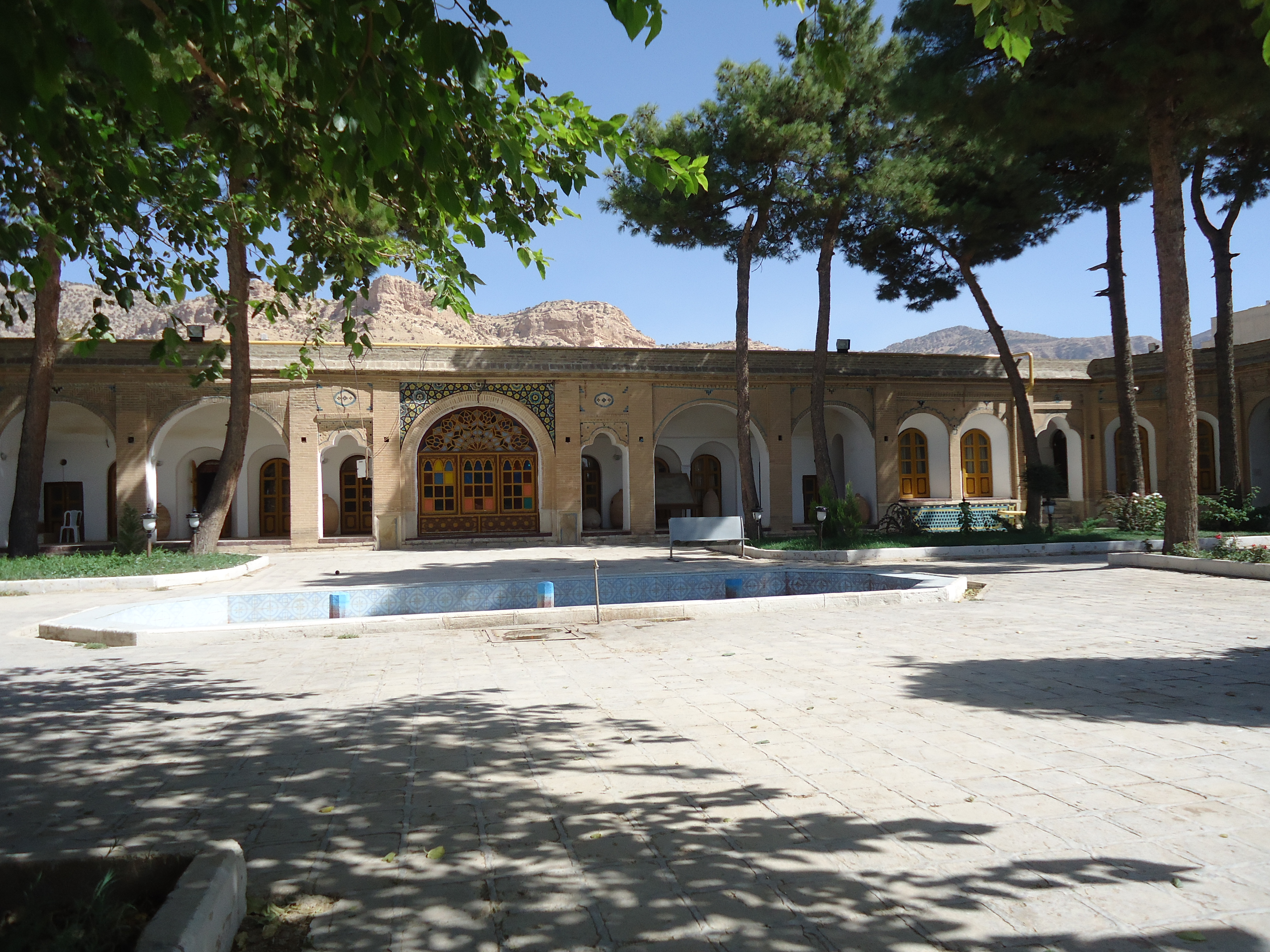
نمایی از حیاط قلعه

اکثر اتاق‌های قلعه تبادل داخلی داشته و تودرتو بنا شده‌اند، قلعه دارای ۲۰ اتاق بزرگ، پنج اتاق کوچک، چهار ایوان و دو تراس کوچک در ضلع جنوبی است. ضلع شرقی و غربی قلعه کاملاً با هم قرینه بوده و با کف حیاط اختلاف ارتفاعی حدود ۸۰ سانتیمتر دارند و با چهار پله سنگی با کف اتاق‌ها و ایوان‌ها ارتباط دارند. قلعه با سه راه پله با چرخشی ۹۰درجه به پشت بام متصل می‌شود. قلعه دو برج نگهبانی به صورت نیم دایره در راس ضلع شمال شرقی و شمال غربی دارد و اطراف آن کنگره‌هایی جهت قرار گرفتن نگهبان‌ها برای دیده‌بانی وجود دارد.
در داخل راهروها محلهایی به صورت طاق نما در دیوار احداث گردیده که محل استقرار نگهبانان بوده‌است. در راهرو مدخل ورودی ضلع شرقی، همچنین داخل اتاق شاه‌نشین و قسمت ورودی نگهبانی، سقف‌ها با کاشی‌های رنگی کار بندی و به وسیله گچبری‌های زیبایی تزیین شده‌اند در این قلعه شش زیر زمین در سه ضلع شمال، غرب و شرق وجود داردکه ارتفاع آن‌ها تا زیر سقف دو متر است و روشنایی آن‌ها به وسیله پنجره‌های مشبک آجری و رنگی از داخل حیاط تأمین می‌گردد. عمده مصالح به کار رفته شده در ساختمان قلعه آجر و در مواردی از سنگ بوده‌است همانند کرسی چینی قلعه، دیوارهای حائل در ضلع جنوبی و استفاده از سنگ نما در ازاره داخل حیاط. در بازسازی قلعه در سقف‌ها و قوس ه، از ملات گچ، و در دیواره‌ها و زیر آجر فرش‌ها از گل و آهک و در مواردی از ملات ماسه و سیمان استفاده شده‌است.
قلعه مذکور سه در ورودی در سه ضلع جنوب شرق و غرب دارد. ورودی اصلی قلعه در ضلع جنوبی قرار گرفته که با ۱۱ پله۲۰ سانتیمتری به داخل اتاق نگهبانی و سپس با هشت پله دیگر به کف حیاط مرتبط می‌شود. ورودی قلعه به سبک یونانی بنا شده بود. دیگر درهای قلعه به صورت خصوصی بوده یا برای تردد مهمان‌ها احداث شده‌اند که با راهروهایی سرپوشیده به داخل حیاط قلعه مرتبط می‌شوند، در منتهی‌الیه درب‌ها دو هشتی وجود دارد که نور تعدادی از اتاق‌ها از آنجا تأمین می‌شود این هشتی‌ها که در داخل یکی از آن‌ها حوض کوچکی وجود دارد به هشت ضلع تقسیم می‌شوند. شکستگی در آجرها و اجرای طاق نماهایی در دیوار، اجرای انواع قوس بر سرنعل درگاه‌ها و تزئینات آجری بالای آن‌ها زیبایی خاصی به هشتی‌ها داده‌است.
آینه کاری در سقف اتاق‌ها معمول بوده که بقایایی از آن در یکی از اتاق‌های ضلع غربی که به نحو بسیار زیبای اجرا گردیده بر جای مانده‌است. گچبری بر روی دیوارها و سقف اتاق شاه‌نشین به صورت نقوشی از گل و گیاه اجرا گردیده‌است. سنگ نمای بیرونی دیوار از سنگ‌های تراشیده شده مستطیلی شکل است که حالت برجسته نقش‌های اسلیمی مختلف آن، در نمای دیوار بکار رفته شده‌است. (برگرفته از نگاهی به ایلام- ایرج افشار سیستانی).